# Grand ordre du Roi Tomislav
Le grand ordre du Roi Tomislav (croate : Velered kralja Tomislava), ou grand ordre du Roi Tomislav avec cordon et grande étoile du matin (Velered kralja Tomislava s lentom i Velikom Danicom) est la plus haute décoration de la Croatie. Il est généralement décerné aux plus hauts responsables politiques étrangers ayant contribué au rayonnement international de la Croatie ainsi qu'au développement des relations entre leur pays et la Croatie. Il est généralement décerné par le président de la Croatie lui-même, ou parfois par le président du Sabor.
L'ordre est à classe unique.